# Tolovkite
La tolovkite è un minerale appartenente al gruppo della cobaltite.